# Roberto Daprà
Roberto Daprà (Trento, 25 aprile 2001) è un pilota di rally italiano.

## Carriera
Esordisce nei rally nel 2019, ancora minorenne, correndo in eventi di ambito nazionale. Nel 2020 comincia a correre anche in eventi esteri e partecipa al Campionato Italiano Rally nella categoria Due Ruote Motrici, e nel Campionato Italiano Rally Terra. Nel 2021 continua il suo percorso trionfando nel Campionato Italiano Junior. Nel 2022 partecipa al Campionato europeo rally nella categoria ERC4 e riuscendo a vincere la categoria l'anno successivo. Dal 2024 partecipa in modo stabile al mondiale nella categoria WRC-2 grazie al supporto di ACI Sport, e nel 2025 vince il suo primo evento di categoria, il Rally di Sardegna.

## Palmarès
- 1  Campione europeo ERC4: 2023

### Vittorie nei rally

#### WRC2
| Nº | Anno | Rally                     | Copilota          | Vettura               |
| -- | ---- | ------------------------- | ----------------- | --------------------- |
| 1  | 2025 | 22° Rally Italia Sardegna | Luca Guglielmetti | Škoda Fabia RS Rally2 |

#### WRC2 Challenger
| Nº | Anno | Rally                     | Copilota          | Vettura               |
| -- | ---- | ------------------------- | ----------------- | --------------------- |
| 1  | 2025 | 22° Rally Italia Sardegna | Luca Guglielmetti | Škoda Fabia RS Rally2 |

#### Altri rally
| N° | Anno | Evento                                         | Campionato | Co-pilota         | Auto                  |
| -- | ---- | ---------------------------------------------- | ---------- | ----------------- | --------------------- |
| 1  | 2024 | 44° Rallye San Martino di Castrozza e Primiero | TIR        | Luca Guglielmetti | Škoda Fabia RS Rally2 |

## Risultati nel mondiale rally

### WRC
| 2022 | Scuderia | Vettura            |    |  |  |  |  |  |  |  |  |  |  |  |  |  |  |  | Punti | Pos. |
| ---- | -------- | ------------------ | -- |  |  |  |  |  |  |  |  |  |  |  |  |  |  |  | ----- | ---- |
| 2022 |          | Ford Fiesta Rally4 | 32 |  |  |  |  |  |  |  |  |  |  |  |  |  |  |  | 0     |      |

| 2024 | Scuderia | Vettura                |    |  |  |    |    |    |    |    |  |    |  |  |  |  |  |  | Punti | Pos. |
| ---- | -------- | ---------------------- | -- |  |  | -- | -- | -- | -- | -- |  | -- |  |  |  |  |  |  | ----- | ---- |
| 2024 |          | Škoda Fabia Rally2 evo | 33 |  |  | 16 | 16 | 14 | 21 | 17 |  | 10 |  |  |  |  |  |  | 0     |      |

| 2025 | Scuderia | Vettura               |    |  |  |    |    |   |    |  |  |  |  |  |  |  |  |  | Punti | Pos. |
| ---- | -------- | --------------------- | -- |  |  | -- | -- | - | -- |  |  |  |  |  |  |  |  |  | ----- | ---- |
| 2025 |          | Škoda Fabia RS Rally2 | 14 |  |  | 15 | 16 | 9 | 18 |  |  |  |  |  |  |  |  |  | 2     |      |

| Legenda | 1º posto | 2º posto | 3º posto | A punti | Senza punti | Ritirato | Squalificato | NP=Non partito C=Gara cancellata | Apice=Power stage |

### WRC2
| 2024 | Scuderia | Vettura                |    |  |  |   |   |   |    |   |  |   |  |  |  |  |  |  | Punti | Pos. |
| ---- | -------- | ---------------------- | -- |  |  | - | - | - | -- | - |  | - |  |  |  |  |  |  | ----- | ---- |
| 2024 |          | Škoda Fabia Rally2 evo | 14 |  |  | 7 | 9 | 9 | 13 | 6 |  | 7 |  |  |  |  |  |  | 24    | 17º  |

| 2025 | Scuderia | Vettura               |   |  |  |   |   |   |    |  |  |  |  |  |  |  |  |  | Punti | Pos. |
| ---- | -------- | --------------------- | - |  |  | - | - | - | -- |  |  |  |  |  |  |  |  |  | ----- | ---- |
| 2025 |          | Škoda Fabia RS Rally2 | 5 |  |  | 7 | 6 | 1 | 11 |  |  |  |  |  |  |  |  |  | 49    |      |

| Legenda | 1º posto | 2º posto | 3º posto | A punti | Senza punti | Ritirato | Squalificato | NP=Non partito C=Gara cancellata | Apice=Power stage |

### WRC2 Challenger
| 2024 | Scuderia | Vettura                |    |  |  |   |   |   |   |   |  |   |  |  |  |  |  |  | Punti | Pos. |
| ---- | -------- | ---------------------- | -- |  |  | - | - | - | - | - |  | - |  |  |  |  |  |  | ----- | ---- |
| 2024 |          | Škoda Fabia Rally2 evo | 12 |  |  | 6 | 8 | 8 | 9 | 5 |  | 6 |  |  |  |  |  |  | 36    | 14º  |

| 2025 | Scuderia | Vettura               |   |  |  |   |   |   |   |  |  |  |  |  |  |  |  |  | Punti | Pos. |
| ---- | -------- | --------------------- | - |  |  | - | - | - | - |  |  |  |  |  |  |  |  |  | ----- | ---- |
| 2025 |          | Škoda Fabia RS Rally2 | 3 |  |  | 5 | 3 | 1 | 7 |  |  |  |  |  |  |  |  |  | 71    |      |

| Legenda | 1º posto | 2º posto | 3º posto | A punti | Senza punti | Ritirato | Squalificato | NP=Non partito C=Gara cancellata | Apice=Power stage |